# Problemas medioambientales en áreas urbanas
Los problemas ambientales en áreas urbanas y enuso del suelo, y la concentración del umbientales. 
Como lugar de crecimiento demográfico, actividad comercial e industrial, las ciudades concentran el uso de energía y recursos y la generación de desperdicios al punto en que los sistemas tanto artificiales como naturales se sobrecargan y las capacidades para manejarlos se ven abrumadas. 
Esta situación sobre los recursos que se hallan lejos de sus fronteras. Es más, las áreas urbanas se encuentran inundadas por sus propios desechos y asfixiadas por sus propias emisiones como resultado de políticas y prácticas inadecuadas de control de la contaminación y manejo de los desechos. 
Muchos impactos negativos se asocian con las condiciones antes descritas. Los mayores riesgos de salud en muchas ciudades de los países en desarrollo, aún se encuentran ligados al tradicional problema de la eliminación de la excreta. 
Al mismo tiempo, existe una creciente preocupación en torno a los riesgos que para la salud representa la modernización debidosequibles y de alta calidad. 
Las emisiones relacionadas con los problemas ambientales regionales y globales, se generan cada vez en las áreas urbanas o como resultado de la demanda urbana (por ejemplo, la urbanización en sí podría ser un factor principal en la demanda mundial de energía durante la próxima generación).

## La ciudad, sin mi coche
Los problemas de movilidad urbana, la contaminación del aire y el ruido son una fuente creciente de preocupación para los europeos.
Como respuesta a esta situación, en 1998 comenzó a desarrollarse en Francia la iniciativa “¡La ciudad, sin mi coche!”. Se planteó como una experiencia piloto con el objetivo de resaltar los problemas de movilidad en las ciudades y sus consecuencias en la calidad ambiental y en habitabilidad de las mismas, atrayendo la atención de los ciudadanos y autoridades locales sobre la incidencia negativa que la hegemonía del automóvil tiene en nuestra sociedad. Asimismo se proponía la búsqueda de nuevas alternativas de la movilidad urbana.
El objetivo del proyecto era sensibilizar tanto a los responsables políticos como a los ciudadanos de la necesidad de cambiar los hábitos de movilidad de las ciudades, para permitir comprobar los beneficios ambientales de ciudades con menos vehículos privados, a la vez que se promovía el diálogo entre todos los agentes implicados para el desarrollo de nuevos planes y sistemas de transporte.
Esta experiencia se extendió a toda Europa desde que en el año 2000 la Dirección General de Medio Ambiente de la Comisión Europea proporcionó el apoyo político y financiero para la organización del día europeo “¡La ciudad, sin mi coche!” que se celebraría por primera vez el 22 de septiembre de 2000 en toda Europa.
Durante los últimos años esta iniciativa ha evolucionado, ampliando su ámbito geográfico de actuación y su grado de difusión a nivel mundial. Dentro de esa evolución, y debido a la necesidad de extender las actividades relacionadas con la movilidad sostenible a un periodo de tiempo más amplio, en el año 2002 se lanzó la “Semana Europea de la Movilidad”.
La Semana Europea de la Movilidad persigue los mismos objetivos que “¡La ciudad, sin mi coche!”, pero intenta además que dicha contribución se prolongue en el tiempo y que los ciudadanos perciban que se realizan más esfuerzos, más variados y durante más tiempo que cerrar una zona de la ciudad al tráfico durante un único día.
El siguiente paso en la evolución de las iniciativas fue ir aún más allá y no conformarse con realizar actividades durante una semana, sino desarrollar acciones e iniciativas que permanecieran en el tiempo y que recordaran a los ciudadanos durante todos los días del año, que una movilidad sostenible era posible. Así nacieron las medidas permanentes como requisito indispensable para participar en las iniciativas y cuyo pionero en su introducción fue España, extendiéndose más tarde dicho requisito al ámbito europeo.
El trabajo que se realizó en los últimos años ha dado como fruto que los Proyectos de la Semana Europea de la Movilidad y el Día sin Coches se hayan consolidado a nivel europeo y español, hecho que se demuestra por gran número de ayuntamientos participantes, de forma voluntaria, en el desarrollo de estos proyectos. (Ministerio de Medio Ambiente. Los problemas ambientales son parte de la integridad de la naturaleza; pues al ser conformada por muchas especies en general, los inconvenientes se multiplican y requieren la colaboración de todos para solucionarlo; además de hacer que el entorno tenga una vitalidad notable, aunque esto requiera de tiempo.